# Motorcykelhjälm

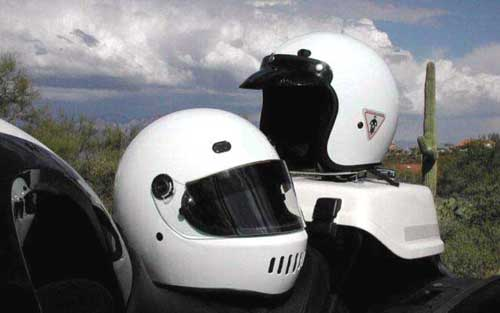
Två motorcykelhjälmar. Den vänstra hjälmen är en integralhjälm och den högra en öppen hjälm.

En motorcykelhjälm är en hjälm som är avsedd att skydda huvudet vid trafikolycka.

## Typer av motorcykelhjälmar
Motorcykelhjälmar förekommer i tre olika typer, öppen hjälm (jethjälm), öppningsbar hjälm (systemhjälm) samt integralhjälm.
Den öppna hjälmen saknar skydd för haka och ansikte. Den öppningsbara hjälmen har skarv vid kinderna och hakpartiet kan därvid fällas upp. Integralhjälmen är en typ av hjälm som även täcker ansikte och haka och inte har några skarvar.
Det är omdiskuterat om de alltmer valda öppningsbara hjälmarna når upp till integralhjälmarnas säkerhetsnivå då hakpartiet sitter fast i hjälmen enbart med två skruvar vid tinningen samt två hakar, inte sällan i plast, vid hakan. Trots denna diskussion får det anses att de som föredrar denna hjälmtyp väljer bort en del säkerhet för en bekvämlighetsfunktion som den personen prioriterar högre än säkerheten. Vissa fabrikanter tillverkar inte denna hjälmtyp med hänvisning till säkerhetsaspekten. I tävlingssammanhang förekommer inga öppningsbara hjälmar medan vissa yrkesgrupper som poliser och trafikskollärare har stor nytta av funktionen. Öppna hjälmar används alltmer sällan och då oftast i samband med så kallad custom-mc.
Hjälmar sålda inom EU måste vid godkännandet uppfylla gällande norm och märks då med godkännande lands landsnummer föregånget av en ring med ett stort E. 2008 års gällande norm är ECE 22-05 men hjälmar som varit godkända vid ett tidigare tillfälle får ändå fortsätta att säljas så länge de inte ändras (till skillnad mot exempelvis emissionskrav för utsläpp av avgaser på fordon). Detta innebär att det i Sverige får säljas och säljs hjälmar som godkändes 1970 av SiS.

## Material och utformning
De två olika skalmaterial som används är plast respektive glasfiber, vilka båda är schablonbegrepp med stora säkerhetsmässiga skillnader även inom grupperna. Glasfiber får numera allmänt anses stå för begreppet motorcykelhjälm medan plast är mer att betrakta som en mopedhjälm även om denna uppdelning av vissa kan anses som schablonmässig. Glasfiberhjälmarna är alltid någon typ av kompositmaterial och kan vara olika avancerade med laminatskikt för de mest påkostade (jämför laminerat glas i bilens vindruta). Skalen förstärks på dyrare hjälmar med armeringar och metallinlägg. Inredningsmaterialet är frigolit som ligger mot ytterskalet och ett komfortskikt med skumgummi/tyg mot huden. Billigare hjälmar har tjockare lager av skumgummi som dock snabbare tappar formen och gör hjälmen onödigt stor vilket påverkar säkerheten negativt. Även inskjutbara visir mellan skal och frigolit sänker säkerheten då skalet inte bärs upp och ligger fritt. Hjälmens totala säkerhet påverkas även av form och storleksval vilket gör säkerhetsjämförelser svåra. Plastskalen har dock påtagligt kortare livslängd än glasfiberskalen och ingen hjälm bör användas under längre period än cirka 5 år, plasthjälmen max hälften av detta.[källa behövs] Hjälmar gjorda för specifika användningsområden som snöskoter och motocross har för dessa användningsområden speciella utseenden och detaljlösningar. Allmänt eftersträvas låg vikt så länge som den lägre vikten inte går ut över skalets styvhet men även hjälmens tyngdpunkt har betydelse, ju lägre tyngdpunkt desto högre säkerhet.